# Giurgiani
Giurgiani – wieś w Rumunii, w okręgu Mehedinți, w gminie Isverna. W 2011 roku liczyła 57 mieszkańców.